# Élections départementales de 2015 dans la Gironde
Les élections départementales ont lieu les 22 et 29 mars 2015.

## Contexte départemental

### Assemblée départementale sortante
Avant les élections, le Conseil général de la Gironde est présidé par Philippe Madrelle (PS). Il comprend 63 conseillers généraux issus des 63 cantons de la Gironde. Après le redécoupage cantonal de 2014, ce sont 66 conseillers départementaux qui seront élus au sein des 33 nouveaux cantons de la Gironde.
| Parti                               | Sigle | Sigle | Élus |
| ----------------------------------- | ----- | ----- | ---- |
| Majorité (50 sièges)                |       |       |      |
| Parti socialiste                    |       | PS    | 45   |
| Parti communiste français           |       | PCF   | 3    |
| Chasse, pêche, nature et traditions |       | CPNT  | 1    |
| Divers gauche                       |       | DVG   | 1    |
| Opposition (13 sièges)              |       |       |      |
| Divers droite                       |       | DVD   | 2    |
| Union pour un mouvement populaire   |       | UMP   | 9    |
| MoDem                               |       | MoDem | 2    |
| Président du conseil général        |       |       |      |
| Philippe Madrelle (PS)              |       |       |      |

### Assemblée départementale élue
| Parti                                | Sigle | Sigle | Élus |
| ------------------------------------ | ----- | ----- | ---- |
| Majorité (44 sièges)                 |       |       |      |
| Parti socialiste                     |       | PS    | 41   |
| Europe Écologie Les Verts            |       | EÉLV  | 3    |
| Opposition (22 sièges)               |       |       |      |
| Union pour un mouvement populaire    |       | UMP   | 8    |
| Divers droite                        |       | DVD   | 7    |
| Mouvement démocrate                  |       | MoDem | 3    |
| Union des démocrates et indépendants |       | UDI   | 2    |
| Front national                       |       | FN    | 2    |
| Président du conseil départemental   |       |       |      |
| Jean-Luc Gleyze (PS)                 |       |       |      |

## Résultats à l'échelle du département

### Résultats par nuances du ministère de l'Intérieur
Les nuances utilisées par le ministère de l'Intérieur ne tiennent pas compte des alliances locales.
| Binômes     | Binômes                   | Premier tour | Premier tour | Second tour | Second tour | Sièges |
| Binômes     | Binômes                   | Voix         | %            | Voix        | %           | Sièges |
| ----------- | ------------------------- | ------------ | ------------ | ----------- | ----------- | ------ |
|             | Parti socialiste          | 83 388       | 16,63        | 113 540     | 24,37       | 26     |
|             | Union de la gauche        | 79 107       | 15,78        | 101 280     | 21,74       | 18     |
|             | Front de gauche           | 40 364       | 8,05         |             |             | 0      |
|             | Europe Écologie Les Verts | 13 042       | 2,60         | 0           |             |        |
|             | Divers gauche             | 3 190        | 0,64         | 0           |             |        |
|             | Gauche parlementaire      | 219 091      | 43,70        | 214 820     | 46,11       | 44     |
|             |                           |              |              |             |             |        |
|             | Union de la droite        | 159 643      | 31,84        | 178 245     | 38,26       | 18     |
|             | Divers droite             | 4 901        | 0,98         | 7 393       | 1,59        | 2      |
|             | Debout la France          | 1 193        | 0,24         |             |             | 0      |
|             | Droite parlementaire      | 165 737      | 33,06        | 185 638     | 39,85       | 20     |
|             |                           |              |              |             |             |        |
|             | Front national            | 114 190      | 22,78        | 65 362      | 14,03       | 2      |
|             | Divers                    | 2 302        | 0,46         |             |             | 0      |
|             |                           |              |              |             |             |        |
| Inscrits    | Inscrits                  | 1 034 752    | 100,00       | 1 002 274   | 100,00      |        |
| Abstentions | Abstentions               | 511 690      | 49,45        | 501 609     | 50,05       |        |
| Votants     | Votants                   | 523 062      | 50,55        | 500 665     | 49,95       |        |
| Blancs      | Blancs                    | 15 134       | 2,89         | 23 395      | 4,67        |        |
| Nuls        | Nuls                      | 6 608        | 1,26         | 11 450      | 2,29        |        |
| Exprimés    | Exprimés                  | 501 320      | 95,84        | 465 820     | 93,04       |        |

### Résultats par cantons
| Canton                     | Conseiller sortant      | Parti                   | Parti       | Conseiller élu        | Parti           | Parti           |
| -------------------------- | ----------------------- | ----------------------- | ----------- | --------------------- | --------------- | --------------- |
| Andernos-les-Bains         | Canton créé             | Canton créé             | Canton créé | Marie Larrue          |                 | DVD             |
| Andernos-les-Bains         | Canton créé             | Canton créé             | Canton créé | Jean-Guy Perrière     |                 | UMP             |
| Arcachon                   | Yvette Maupilé          |                         | UMP         | Canton supprimé       | Canton supprimé | Canton supprimé |
| Audenge                    | Christian Gaubert*      |                         | PS          | Canton supprimé       | Canton supprimé | Canton supprimé |
| Auros                      | Francis Zaghet*         |                         | PS          | Canton supprimé       | Canton supprimé | Canton supprimé |
| Bazas                      | Jean Darremont*         |                         | UMP         | Canton supprimé       | Canton supprimé | Canton supprimé |
| Bègles                     | Jean-Jacques Paris*     |                         | PCF         | Canton supprimé       | Canton supprimé | Canton supprimé |
| Belin-Béliet               | Vincent Nuchy*          |                         | PS          | Canton supprimé       | Canton supprimé | Canton supprimé |
| Blanquefort                | Christine Bost          |                         | PS          | Canton supprimé       | Canton supprimé | Canton supprimé |
| Blaye                      | Xavier Loriaud          |                         | MoDem       | Canton supprimé       | Canton supprimé | Canton supprimé |
| Bordeaux-1                 | Philippe Dorthe         |                         | PS          | Clara Azevedo         |                 | PS              |
| Bordeaux-1                 | Philippe Dorthe         | Matthieu Rouveyre       | PS          |                       | PS              |                 |
| Bordeaux-2                 | Jean-Baptiste Borthury* |                         | PS          | Jean-Louis David      |                 | UMP             |
| Bordeaux-2                 | Jean-Baptiste Borthury* | Laurence Dessertine     | PS          |                       | MoDem           |                 |
| Bordeaux-3                 | Michel Duchêne*         |                         | UMP         | Géraldine Amouroux    |                 | UMP             |
| Bordeaux-3                 | Michel Duchêne*         | Pierre Lothaire         | UMP         |                       | UMP             |                 |
| Bordeaux-4                 | Jean-Louis David        |                         | UMP         | Philippe Dorthe       |                 | PS              |
| Bordeaux-4                 | Jean-Louis David        | Corinne Guillemot       | UMP         |                       | PS              |                 |
| Bordeaux-5                 | Matthieu Rouveyre       |                         | PS          | Emmanuelle Ajon       |                 | PS              |
| Bordeaux-5                 | Matthieu Rouveyre       | Jacques Respaud         | PS          |                       | PS              |                 |
| Bordeaux-6                 | Jacques Respaud         |                         | PS          | Canton supprimé       | Canton supprimé | Canton supprimé |
| Bordeaux-7                 | Daniel Jault*           |                         | PS          | Canton supprimé       | Canton supprimé | Canton supprimé |
| Bordeaux-8                 | Pierre Lothaire         |                         | UMP         | Canton supprimé       | Canton supprimé | Canton supprimé |
| Bourg                      | Nathalie Junin          |                         | PS          | Canton supprimé       | Canton supprimé | Canton supprimé |
| Le Bouscat                 | Dominique Vincent       |                         | UMP         | Fabienne Dumas        |                 | DVD             |
| Le Bouscat                 | Dominique Vincent       | Dominique Vincent       | UMP         |                       | UMP             |                 |
| Branne                     | Christian Mur*          |                         | PS          | Canton supprimé       | Canton supprimé | Canton supprimé |
| La Brède                   | Bernard Fath            |                         | PS          | Bernard Fath          |                 | PS              |
| La Brède                   | Bernard Fath            | Corinne Martinez        | PS          |                       | PS              |                 |
| Cadillac                   | Guy Moreno              |                         | PS          | Canton supprimé       | Canton supprimé | Canton supprimé |
| Captieux                   | Jean-Luc Gleyze         |                         | PS          | Canton supprimé       | Canton supprimé | Canton supprimé |
| Carbon-Blanc               | Philippe Madrelle*      |                         | PS          | Canton supprimé       | Canton supprimé | Canton supprimé |
| Castelnau-de-Médoc         | Pascale Got             |                         | PS          | Canton supprimé       | Canton supprimé | Canton supprimé |
| Castillon-la-Bataille      | Guy Marty               |                         | PS          | Canton supprimé       | Canton supprimé | Canton supprimé |
| Cenon                      | Alain David             |                         | PS          | Alain David           |                 | PS              |
| Cenon                      | Alain David             | Nathalie Lacuey         | PS          |                       | PS              |                 |
| Les Coteaux de Dordogne    | Canton créé             | Canton créé             | Canton créé | Jacques Breillat      |                 | UMP             |
| Les Coteaux de Dordogne    | Canton créé             | Canton créé             | Canton créé | Liliane Poivert       |                 | DVD             |
| Coutras                    | Michelle Lacoste        |                         | PS          | Canton supprimé       | Canton supprimé | Canton supprimé |
| Créon                      | Jean-Marie Darmian      |                         | PS          | Jean-Marie Darmian    |                 | PS              |
| Créon                      | Jean-Marie Darmian      | Anne-Laure Fabre-Nadler | PS          |                       | EÉLV            |                 |
| L'Entre-deux-Mers          | Canton créé             | Canton créé             | Canton créé | Marie-Claude Agullana |                 | PS              |
| L'Entre-deux-Mers          | Canton créé             | Canton créé             | Canton créé | Guy Moreno            |                 | PS              |
| L'Estuaire                 | Canton créé             | Canton créé             | Canton créé | Valérie Ducout        |                 | DVD             |
| L'Estuaire                 | Canton créé             | Canton créé             | Canton créé | Xavier Loriaud        |                 | MoDem           |
| Floirac                    | Jean-Pierre Soubie*     |                         | DVG         | Canton supprimé       | Canton supprimé | Canton supprimé |
| Fronsac                    | Michel Frouin*          |                         | PS          | Canton supprimé       | Canton supprimé | Canton supprimé |
| Gradignan                  | Anne-Marie Keiser*      |                         | PS          | Canton supprimé       | Canton supprimé | Canton supprimé |
| Grignols                   | Jean-Pierre Baillé      |                         | UMP         | Canton supprimé       | Canton supprimé | Canton supprimé |
| Guîtres                    | Alain Marois            |                         | PS          | Canton supprimé       | Canton supprimé | Canton supprimé |
| Gujan-Mestras              | Canton créé             | Canton créé             | Canton créé | Jacques Chauvet       |                 | DVD             |
| Gujan-Mestras              | Canton créé             | Canton créé             | Canton créé | Carole Veillard       |                 | DVD             |
| Les Landes des Graves      | Canton créé             | Canton créé             | Canton créé | Hervé Gillé           |                 | PS              |
| Les Landes des Graves      | Canton créé             | Canton créé             | Canton créé | Sophie Piquemal       |                 | PS              |
| Langon                     | Pierre Augey            |                         | PCF         | Canton supprimé       | Canton supprimé | Canton supprimé |
| Lesparre-Médoc             | Francis Magenties*      |                         | CPNT        | Canton supprimé       | Canton supprimé | Canton supprimé |
| Le Libournais-Fronsadais   | Canton créé             | Canton créé             | Canton créé | Jean Galand           |                 | PS              |
| Le Libournais-Fronsadais   | Canton créé             | Canton créé             | Canton créé | Isabelle Hardy        |                 | PS              |
| Libourne                   | Isabelle Hardy          |                         | PS          | Canton supprimé       | Canton supprimé | Canton supprimé |
| Lormont                    | Jean Touzeau            |                         | PS          | Marie-Jeanne Farcy    |                 | PS              |
| Lormont                    | Jean Touzeau            | Jean Touzeau            | PS          |                       | PS              |                 |
| Lussac                     | Pierre Yerlès*          |                         | UMP         | Canton supprimé       | Canton supprimé | Canton supprimé |
| Mérignac-1                 | Alain Charrier          |                         | PS          | Alain Charrier        |                 | PS              |
| Mérignac-1                 | Alain Charrier          | Carole Guere            | PS          |                       | PS              |                 |
| Mérignac-2                 | Jacques Fergeau*        |                         | PS          | Arnaud Arfeuille      |                 | PS              |
| Mérignac-2                 | Jacques Fergeau*        | Cécile Saint-Marc       | PS          |                       | PS              |                 |
| Monségur                   | Bernard Dussaut*        |                         | PS          | Canton supprimé       | Canton supprimé | Canton supprimé |
| Le Nord-Gironde            | Canton créé             | Canton créé             | Canton créé | Célia Monseigne       |                 | PS              |
| Le Nord-Gironde            | Canton créé             | Canton créé             | Canton créé | Alain Renard          |                 | PS              |
| Le Nord-Libournais         | Canton créé             | Canton créé             | Canton créé | Michelle Lacoste      |                 | PS              |
| Le Nord-Libournais         | Canton créé             | Canton créé             | Canton créé | Alain Marois          |                 | PS              |
| Le Nord-Médoc              | Canton créé             | Canton créé             | Canton créé | Sonia Colemyn         |                 | FN              |
| Le Nord-Médoc              | Canton créé             | Canton créé             | Canton créé | Grégoire de Fournas   |                 | FN              |
| Pauillac                   | Sébastien Hournau*      |                         | PS          | Canton supprimé       | Canton supprimé | Canton supprimé |
| Pellegrue                  | José Bluteau*           |                         | MoDem       | Canton supprimé       | Canton supprimé | Canton supprimé |
| Pessac-1                   | Édith Moncoucut         |                         | PS          | Pierre Ducout         |                 | PS              |
| Pessac-1                   | Édith Moncoucut         | Édith Moncoucut         | PS          |                       | PS              |                 |
| Pessac-2                   | Jean-Jacques Benoît*    |                         | PS          | Laure Curvale         |                 | EÉLV            |
| Pessac-2                   | Jean-Jacques Benoît*    | Sébastien Saint-Pasteur | PS          |                       | PS              |                 |
| Podensac                   | Hervé Gillé             |                         | PS          | Canton supprimé       | Canton supprimé | Canton supprimé |
| Les Portes du Médoc        | Canton créé             | Canton créé             | Canton créé | Christine Bost        |                 | PS              |
| Les Portes du Médoc        | Canton créé             | Canton créé             | Canton créé | Stéphane Saubusse     |                 | EÉLV            |
| La Presqu'île              | Canton créé             | Canton créé             | Canton créé | Valérie Drouhaut      |                 | DVD             |
| La Presqu'île              | Canton créé             | Canton créé             | Canton créé | Hubert Laporte        |                 | UDI             |
| Pujols                     | Liliane Poivert         |                         | DVD         | Canton supprimé       | Canton supprimé | Canton supprimé |
| La Réole                   | Bernard Castagnet       |                         | PS          | Canton supprimé       | Canton supprimé | Canton supprimé |
| Le Réolais et Les Bastides | Canton créé             | Canton créé             | Canton créé | Bernard Castagnet     |                 | PS              |
| Le Réolais et Les Bastides | Canton créé             | Canton créé             | Canton créé | Christelle Guionie    |                 | PS              |
| Saint-André-de-Cubzac      | Jacques Maugein*        |                         | PS          | Canton supprimé       | Canton supprimé | Canton supprimé |
| Saint-Ciers-sur-Gironde    | Philippe Plisson*       |                         | PS          | Canton supprimé       | Canton supprimé | Canton supprimé |
| Saint-Laurent-Médoc        | Christophe Birot*       |                         | PS          | Canton supprimé       | Canton supprimé | Canton supprimé |
| Saint-Macaire              | Michel Hilaire*         |                         | PCF         | Canton supprimé       | Canton supprimé | Canton supprimé |
| Saint-Médard-en-Jalles     | Serge Lamaison*         |                         | PS          | Jacques Mangon        |                 | MoDem           |
| Saint-Médard-en-Jalles     | Serge Lamaison*         | Agnès Versepuy          | PS          |                       | UDI             |                 |
| Saint-Savin                | Alain Renard            |                         | PS          | Canton supprimé       | Canton supprimé | Canton supprimé |
| Saint-Symphorien           | Philippe Carreyre*      |                         | PS          | Canton supprimé       | Canton supprimé | Canton supprimé |
| Saint-Vivien-de-Médoc      | Serge Laporte*          |                         | PS          | Canton supprimé       | Canton supprimé | Canton supprimé |
| Sainte-Foy-la-Grande       | Robert Provain*         |                         | PS          | Canton supprimé       | Canton supprimé | Canton supprimé |
| Sauveterre-de-Guyenne      | Yves d'Amécourt         |                         | UMP         | Canton supprimé       | Canton supprimé | Canton supprimé |
| Le Sud-Gironde             | Canton créé             | Canton créé             | Canton créé | Isabelle Dexpert      |                 | PS              |
| Le Sud-Gironde             | Canton créé             | Canton créé             | Canton créé | Jean-Luc Gleyze       |                 | PS              |
| Le Sud-Médoc               | Canton créé             | Canton créé             | Canton créé | Dominique Fedieu      |                 | PS              |
| Le Sud-Médoc               | Canton créé             | Canton créé             | Canton créé | Pascale Got           |                 | PS              |
| Talence                    | Denise Greslard-Nédélec |                         | PS          | Arnaud Dellu          |                 | PS              |
| Talence                    | Denise Greslard-Nédélec | Denise Greslard-Nédélec | PS          |                       | PS              |                 |
| Targon                     | Alain Leveau*           |                         | PS          | Canton supprimé       | Canton supprimé | Canton supprimé |
| La Teste-de-Buch           | Jacques Chauvet         |                         | DVD         | Jean-Jacques Eroles   |                 | UMP             |
| La Teste-de-Buch           | Jacques Chauvet         | Yvette Maupilé          | DVD         |                       | UMP             |                 |
| Villandraut                | Isabelle Dexpert        |                         | PS          | Canton supprimé       | Canton supprimé | Canton supprimé |
| Villenave-d'Ornon          | Martine Jardiné         |                         | PS          | Martine Jardiné       |                 | PS              |
| Villenave-d'Ornon          | Martine Jardiné         | Jacques Raynaud         | PS          |                       | PS              |                 |

* Conseillers généraux sortants ne se représentant pas

## Résultats par canton

### Canton d'Andernos-les-Bains
| Candidats   | Candidats                  | Partis      | Partis      | Premier tour | Premier tour | Second tour | Second tour |
| Candidats   | Candidats                  | Partis      | Partis      | Voix         | %            | Voix        | %           |
| ----------- | -------------------------- | ----------- | ----------- | ------------ | ------------ | ----------- | ----------- |
| 1           | Marie Larrue               |             | DVD         | 8 957        | 43,87        | 11 945      | 63,95       |
| 1           | Jean-Guy Perrière          |             | UMP         | 8 957        | 43,87        | 11 945      | 63,95       |
| 2           | Christian Darriet          |             | PCF         | 1 253        | 6,14         |             |             |
| 2           | Francine Loubes            |             | MRC         | 1 253        | 6,14         |             |             |
| 3           | Jacques Bordenave-Gassédat |             | FN          | 5 036        | 24,66        |             |             |
| 3           | Marie-Alix Renauld         |             | FN          | 5 036        | 24,66        |             |             |
| 4           | Marc Lusignan              |             | PRG         | 5 172        | 25,33        | 6 735       | 36,05       |
| 4           | Claire Sombrun             |             | PS          | 5 172        | 25,33        | 6 735       | 36,05       |
|             |                            |             |             |              |              |             |             |
| Inscrits    | Inscrits                   | Inscrits    | Inscrits    | 42 112       | 100,00       | 42 112      | 100,00      |
| Abstentions | Abstentions                | Abstentions | Abstentions | 20 642       | 49,02        | 21 376      | 50,76       |
| Votants     | Votants                    | Votants     | Votants     | 21 470       | 50,98        | 20 736      | 49,24       |
| Blancs      | Blancs                     | Blancs      | Blancs      | 753          | 3,51         | 1 365       | 6,58        |
| Nuls        | Nuls                       | Nuls        | Nuls        | 299          | 1,39         | 691         | 3,33        |
| Exprimés    | Exprimés                   | Exprimés    | Exprimés    | 20 418       | 95,10        | 18 680      | 90,08       |

### Canton de Bordeaux-1
| Candidats            | Candidats          | Partis      | Partis      | Premier tour | Premier tour | Second tour | Second tour |
| Candidats            | Candidats          | Partis      | Partis      | Voix         | %            | Voix        | %           |
| -------------------- | ------------------ | ----------- | ----------- | ------------ | ------------ | ----------- | ----------- |
| 1                    | Emmanuelle Cuny    |             | UMP         | 3 749        | 38,07        | 4 224       | 46,70       |
| 1                    | Fabien Robert      |             | MoDem       | 3 749        | 38,07        | 4 224       | 46,70       |
| 2                    | Jean-Louis Decosne |             | ND          | 649          | 6,59         |             |             |
| 2                    | Sylvie Justome     |             | ND          | 649          | 6,59         |             |             |
| 3                    | Clara Azevedo      |             | PS          | 3 730        | 37,88        | 4 821       | 53,30       |
| 3                    | Matthieu Rouveyre* |             | PS          | 3 730        | 37,88        | 4 821       | 53,30       |
| 4                    | Angélique Gautron  |             | FN          | 869          | 8,82         |             |             |
| 4                    | François Jay       |             | SIEL        | 869          | 8,82         |             |             |
| 5                    | Servane Crussière  |             | PCF         | 851          | 8,64         |             |             |
| 5                    | Adrien Rayssac     |             | PG          | 851          | 8,64         |             |             |
|                      |                    |             |             |              |              |             |             |
| Inscrits             | Inscrits           | Inscrits    | Inscrits    | 22 992       | 100,00       | 22 992      | 100,00      |
| Abstentions          | Abstentions        | Abstentions | Abstentions | 12 867       | 55,96        | 13 466      | 58,57       |
| Votants              | Votants            | Votants     | Votants     | 10 125       | 44,04        | 9 526       | 41,43       |
| Blancs               | Blancs             | Blancs      | Blancs      | 172          | 1,70         | 313         | 3,29        |
| Nuls                 | Nuls               | Nuls        | Nuls        | 105          | 1,04         | 168         | 1,76        |
| Exprimés             | Exprimés           | Exprimés    | Exprimés    | 9 848        | 97,26        | 9 045       | 94,95       |
| * conseiller sortant |                    |             |             |              |              |             |             |

### Canton de Bordeaux-2
| Candidats            | Candidats           | Partis      | Partis      | Premier tour | Premier tour | Second tour | Second tour |
| Candidats            | Candidats           | Partis      | Partis      | Voix         | %            | Voix        | %           |
| -------------------- | ------------------- | ----------- | ----------- | ------------ | ------------ | ----------- | ----------- |
| 1                    | Catherine Bouilhet  |             | FN          | 1 774        | 12,50        |             |             |
| 1                    | Frédéric Richou     |             | FN          | 1 774        | 12,50        |             |             |
| 2                    | Sophie Elorri       |             | PCF         | 1 010        | 7,12         |             |             |
| 2                    | Jean-Pierre Weil    |             | DVG         | 1 010        | 7,12         |             |             |
| 3                    | Jean-Louis David*   |             | UMP         | 7 190        | 50,66        | 7 849       | 62,05       |
| 3                    | Laurence Dessertine |             | MoDem       | 7 190        | 50,66        | 7 849       | 62,05       |
| 4                    | Bernard Blanc       |             | PS          | 4 220        | 29,73        | 4 801       | 37.95       |
| 4                    | Camille Hollebecque |             | PS          | 4 220        | 29,73        | 4 801       | 37.95       |
|                      |                     |             |             |              |              |             |             |
| Inscrits             | Inscrits            | Inscrits    | Inscrits    | 30 429       | 100,00       | 30 431      | 100,00      |
| Abstentions          | Abstentions         | Abstentions | Abstentions | 15 680       | 51,53        | 16 943      | 55,68       |
| Votants              | Votants             | Votants     | Votants     | 14 749       | 48,47        | 13 488      | 44,32       |
| Blancs               | Blancs              | Blancs      | Blancs      | 383          | 2,60         | 564         | 4,18        |
| Nuls                 | Nuls                | Nuls        | Nuls        | 172          | 1,17         | 274         | 2.03        |
| Exprimés             | Exprimés            | Exprimés    | Exprimés    | 14 194       | 96,24        | 12 650      | 93,79       |
| * conseiller sortant |                     |             |             |              |              |             |             |

### Canton de Bordeaux-3
| Candidats            | Candidats                    | Partis      | Partis      | Premier tour | Premier tour |
| Candidats            | Candidats                    | Partis      | Partis      | Voix         | %            |
| -------------------- | ---------------------------- | ----------- | ----------- | ------------ | ------------ |
| 1                    | Anne-Marie Guichaoua-Beucler |             | PCF         | 890          | 5,39         |
| 1                    | Sébastien Lorian             |             | FG          | 890          | 5,39         |
| 2                    | Philippe Dubois              |             | FN          | 2 542        | 15,41        |
| 2                    | Nelly Lopez                  |             | FN          | 2 542        | 15,41        |
| 3                    | Géraldine Amouroux           |             | UMP         | 8 915        | 54,04        |
| 3                    | Pierre Lothaire*             |             | UMP         | 8 915        | 54,04        |
| 4                    | Pascale Bousquet-Pitt        |             | PS          | 4 151        | 25,16        |
| 4                    | Hubert Tortes Saint-Jammes   |             | PS          | 4 151        | 25,16        |
|                      |                              |             |             |              |              |
| Inscrits             | Inscrits                     | Inscrits    | Inscrits    | 32 688       | 100,00       |
| Abstentions          | Abstentions                  | Abstentions | Abstentions | 15 594       | 47,71        |
| Votants              | Votants                      | Votants     | Votants     | 17 094       | 52,29        |
| Blancs               | Blancs                       | Blancs      | Blancs      | 396          | 2,32         |
| Nuls                 | Nuls                         | Nuls        | Nuls        | 200          | 1,17         |
| Exprimés             | Exprimés                     | Exprimés    | Exprimés    | 16 498       | 96,51        |
| * conseiller sortant |                              |             |             |              |              |

### Canton de Bordeaux-4
| Candidats            | Candidats                  | Partis      | Partis      | Premier tour | Premier tour | Second tour | Second tour |
| Candidats            | Candidats                  | Partis      | Partis      | Voix         | %            | Voix        | %           |
| -------------------- | -------------------------- | ----------- | ----------- | ------------ | ------------ | ----------- | ----------- |
| 1                    | Nelson Palis-Niermann      |             | EÉLV        | 1 126        | 9,36         |             |             |
| 1                    | Céline Papin               |             | EÉLV        | 1 126        | 9,36         |             |             |
| 2                    | Philippe Dorthe*           |             | PS          | 3 707        | 30,80        | 5 404       | 50,36       |
| 2                    | Corinne Guillemot          |             | PS          | 3 707        | 30,80        | 5 404       | 50,36       |
| 3                    | Véronique Marchand         |             | FN          | 1 948        | 16,19        |             |             |
| 3                    | Robert Mercadier           |             | FN          | 1 948        | 16,19        |             |             |
| 4                    | Anne-Marie Cazalet         |             | UMP         | 4 232        | 35,16        | 5 327       | 49,64       |
| 4                    | Yohan David                |             | UMP         | 4 232        | 35,16        | 5 327       | 49,64       |
| 5                    | Évelyne Cervantes-Descubes |             | FG          | 1 022        | 8,49         |             |             |
| 5                    | Vincent Maurin             |             | PCF         | 1 022        | 8,49         |             |             |
|                      |                            |             |             |              |              |             |             |
| Inscrits             | Inscrits                   | Inscrits    | Inscrits    | 27 992       | 100,00       | 27 992      | 100,00      |
| Abstentions          | Abstentions                | Abstentions | Abstentions | 15 589       | 55,69        | 16 405      | 58,61       |
| Votants              | Votants                    | Votants     | Votants     | 12 403       | 44,31        | 11 587      | 41,39       |
| Blancs               | Blancs                     | Blancs      | Blancs      | 249          | 2,01         | 608         | 5,25        |
| Nuls                 | Nuls                       | Nuls        | Nuls        | 119          | 0,96         | 248         | 2,14        |
| Exprimés             | Exprimés                   | Exprimés    | Exprimés    | 12 035       | 97,03        | 10 731      | 92,61       |
| * conseiller sortant |                            |             |             |              |              |             |             |

### Canton de Bordeaux-5
| Candidats            | Candidats           | Partis      | Partis      | Premier tour | Premier tour | Second tour | Second tour |
| Candidats            | Candidats           | Partis      | Partis      | Voix         | %            | Voix        | %           |
| -------------------- | ------------------- | ----------- | ----------- | ------------ | ------------ | ----------- | ----------- |
| 1                    | Olivier Cazaux      |             | EÉLV        | 1 760        | 14,93        |             |             |
| 1                    | Gaëlle Mounier      |             | EÉLV        | 1 760        | 14,93        |             |             |
| 2                    | Cécile Migliore     |             | MoDem       | 3 184        | 27,01        | 4 132       | 40,20       |
| 2                    | Jérôme Siri         |             | UMP         | 3 184        | 27,01        | 4 132       | 40,20       |
| 3                    | Pascal Chauvet      |             | DVG         | 147          | 1,25         |             |             |
| 3                    | Chantal Mure        |             | DVG         | 147          | 1,25         |             |             |
| 4                    | Stéphanie Chaigneau |             | FN          | 1 541        | 13,07        |             |             |
| 4                    | Jacques Colombier   |             | FN          | 1 541        | 13,07        |             |             |
| 5                    | Loïc Boisson        |             | PCF         | 1 125        | 9,54         |             |             |
| 5                    | Brigitte Lopez      |             | FG          | 1 125        | 9,54         |             |             |
| 6                    | Emmanuelle Ajon     |             | PS          | 4 033        | 34,21        | 6 147       | 59,80       |
| 6                    | Jacques Respaud*    |             | PS          | 4 033        | 34,21        | 6 147       | 59,80       |
|                      |                     |             |             |              |              |             |             |
| Inscrits             | Inscrits            | Inscrits    | Inscrits    | 26 323       | 100,00       | 26 325      | 100,00      |
| Abstentions          | Abstentions         | Abstentions | Abstentions | 14 140       | 53,72        | 15 224      | 57,83       |
| Votants              | Votants             | Votants     | Votants     | 12 183       | 46,28        | 11 101      | 42,17       |
| Blancs               | Blancs              | Blancs      | Blancs      | 295          | 2,42         | 582         | 5,24        |
| Nuls                 | Nuls                | Nuls        | Nuls        | 98           | 0,80         | 240         | 2,16        |
| Exprimés             | Exprimés            | Exprimés    | Exprimés    | 11 790       | 96,77        | 10 279      | 92,60       |
| * conseiller sortant |                     |             |             |              |              |             |             |

### Canton du Bouscat
| Candidats            | Candidats                   | Partis      | Partis      | Premier tour | Premier tour | Second tour | Second tour |
| Candidats            | Candidats                   | Partis      | Partis      | Voix         | %            | Voix        | %           |
| -------------------- | --------------------------- | ----------- | ----------- | ------------ | ------------ | ----------- | ----------- |
| 1                    | Gérard Aynié                |             | PCF         | 995          | 7,70         |             |             |
| 1                    | Évelyne Begards             |             | FG          | 995          | 7,70         |             |             |
| 2                    | Jocelyne Catineau           |             | FN          | 2 221        | 17,19        |             |             |
| 2                    | Francis Santa-Cruz          |             | FN          | 2 221        | 17,19        |             |             |
| 3                    | Guillaume Bourrouilh-Parège |             | PS          | 3 719        | 28,78        | 4 611       | 39,06       |
| 3                    | Anne-Céline Pouget-Rochard  |             | EÉLV        | 3 719        | 28,78        | 4 611       | 39,06       |
| 4                    | Fabienne Dumas              |             | DVD         | 5 987        | 46,33        | 7 193       | 60,94       |
| 4                    | Dominique Vincent*          |             | UMP         | 5 987        | 46,33        | 7 193       | 60,94       |
|                      |                             |             |             |              |              |             |             |
| Inscrits             | Inscrits                    | Inscrits    | Inscrits    | 27 762       | 100,00       | 27 762      | 100,00      |
| Abstentions          | Abstentions                 | Abstentions | Abstentions | 14 361       | 51,73        | 15 129      | 54,50       |
| Votants              | Votants                     | Votants     | Votants     | 13 401       | 48,27        | 12 633      | 45,50       |
| Blancs               | Blancs                      | Blancs      | Blancs      | 351          | 2,62         | 547         | 4,33        |
| Nuls                 | Nuls                        | Nuls        | Nuls        | 128          | 0,96         | 282         | 2,23        |
| Exprimés             | Exprimés                    | Exprimés    | Exprimés    | 12 922       | 96,43        | 11 804      | 93,44       |
| * conseiller sortant |                             |             |             |              |              |             |             |

### Canton de La Brède
| Candidats            | Candidats                   | Partis      | Partis      | Premier tour | Premier tour | Second tour | Second tour |
| Candidats            | Candidats                   | Partis      | Partis      | Voix         | %            | Voix        | %           |
| -------------------- | --------------------------- | ----------- | ----------- | ------------ | ------------ | ----------- | ----------- |
| 1                    | Marie-Christine Couquiaud   |             | FN          | 3 037        | 20,09        |             |             |
| 1                    | Diederik Meynier            |             | FN          | 3 037        | 20,09        |             |             |
| 2                    | Bernard Fath*               |             | PS          | 6 387        | 42,25        | 7 663       | 55,65       |
| 2                    | Corinne Martinez            |             | PS          | 6 387        | 42,25        | 7 663       | 55,65       |
| 3                    | Cathy Daguerre              |             | PCF         | 1 293        | 8,55         |             |             |
| 3                    | Jean-Pierre Garrot-Esparros |             | PG          | 1 293        | 8,55         |             |             |
| 4                    | Béatrice Canada             |             | UDI         | 4 401        | 29,11        | 6 106       | 44,35       |
| 4                    | Francis Gazeau              |             | UMP         | 4 401        | 29,11        | 6 106       | 44,35       |
|                      |                             |             |             |              |              |             |             |
| Inscrits             | Inscrits                    | Inscrits    | Inscrits    | 30 428       | 100,00       | 30 428      | 100,00      |
| Abstentions          | Abstentions                 | Abstentions | Abstentions | 14 656       | 48,17        | 15 388      | 50,57       |
| Votants              | Votants                     | Votants     | Votants     | 15 772       | 51,83        | 15 040      | 49,43       |
| Blancs               | Blancs                      | Blancs      | Blancs      | 458          | 2,90         | 823         | 5,47        |
| Nuls                 | Nuls                        | Nuls        | Nuls        | 196          | 1,24         | 448         | 2,98        |
| Exprimés             | Exprimés                    | Exprimés    | Exprimés    | 15 118       | 95,85        | 13 769      | 91,55       |
| * conseiller sortant |                             |             |             |              |              |             |             |

### Canton de Cenon
| Candidats            | Candidats            | Partis      | Partis      | Premier tour | Premier tour | Second tour | Second tour |
| Candidats            | Candidats            | Partis      | Partis      | Voix         | %            | Voix        | %           |
| -------------------- | -------------------- | ----------- | ----------- | ------------ | ------------ | ----------- | ----------- |
| 1                    | Serge Hadon          |             | FN          | 2 488        | 23,08        | 3 275       | 31,86       |
| 1                    | Soizic Lion          |             | FN          | 2 488        | 23,08        | 3 275       | 31,86       |
| 2                    | Sophie Van Den Zande |             | DVD         | 2 278        | 21,13        |             |             |
| 2                    | Philippe Verbois     |             | MoDem       | 2 278        | 21,13        |             |             |
| 3                    | Alain David*         |             | PS          | 4 683        | 43,45        | 7 005       | 68,14       |
| 3                    | Nathalie Lacuey      |             | PS          | 4 683        | 43,45        | 7 005       | 68,14       |
| 4                    | Josette Durlin       |             | FG          | 1 119        | 10,38        |             |             |
| 4                    | Miguel Menendez      |             | FG          | 1 119        | 10,38        |             |             |
| 5                    | Jean-Louis Gilles    |             | UPR         | 211          | 1,96         |             |             |
| 5                    | Anne Guillot         |             | UPR         | 211          | 1,96         |             |             |
|                      |                      |             |             |              |              |             |             |
| Inscrits             | Inscrits             | Inscrits    | Inscrits    | 26 785       | 100,00       | 26 785      | 100,00      |
| Abstentions          | Abstentions          | Abstentions | Abstentions | 15 553       | 58,07        | 15 401      | 57,50       |
| Votants              | Votants              | Votants     | Votants     | 11 232       | 41,93        | 11 384      | 42,50       |
| Blancs               | Blancs               | Blancs      | Blancs      | 287          | 2,56         | 739         | 6,49        |
| Nuls                 | Nuls                 | Nuls        | Nuls        | 166          | 1,48         | 365         | 3,21        |
| Exprimés             | Exprimés             | Exprimés    | Exprimés    | 10 779       | 95,97        | 10 280      | 90,30       |
| * conseiller sortant |                      |             |             |              |              |             |             |

### Canton des Coteaux de Dordogne
| Candidats            | Candidats             | Partis      | Partis      | Premier tour | Premier tour | Second tour | Second tour |
| Candidats            | Candidats             | Partis      | Partis      | Voix         | %            | Voix        | %           |
| -------------------- | --------------------- | ----------- | ----------- | ------------ | ------------ | ----------- | ----------- |
| 1                    | Audrey Franzato       |             | FN          | 4 157        | 29,59        | 3 985       | 26,43       |
| 1                    | Michaël Lasjunies     |             | FN          | 4 157        | 29,59        | 3 985       | 26,43       |
| 2                    | Jacques Breillat      |             | UMP         | 4 719        | 33,59        | 5 725       | 37,97       |
| 2                    | Liliane Poivert*      |             | DVD         | 4 719        | 33,59        | 5 725       | 37,97       |
| 3                    | Guy Marty*            |             | PS          | 4 190        | 29,83        | 5 369       | 35,61       |
| 3                    | Marie-Émilie Sallette |             | PS          | 4 190        | 29,83        | 5 369       | 35,61       |
| 4                    | Benoît Bazelle        |             | FG          | 982          | 6,99         |             |             |
| 4                    | Sylvie Vacher         |             | FG          | 982          | 6,99         |             |             |
|                      |                       |             |             |              |              |             |             |
| Inscrits             | Inscrits              | Inscrits    | Inscrits    | 26 718       | 100,00       | 26 723      | 100,00      |
| Abstentions          | Abstentions           | Abstentions | Abstentions | 12 036       | 45,05        | 11 088      | 41,49       |
| Votants              | Votants               | Votants     | Votants     | 14 682       | 54,95        | 15 635      | 58,51       |
| Blancs               | Blancs                | Blancs      | Blancs      | 439          | 2,99         | 414         | 2,65        |
| Nuls                 | Nuls                  | Nuls        | Nuls        | 195          | 1,33         | 142         | 0,91        |
| Exprimés             | Exprimés              | Exprimés    | Exprimés    | 14 048       | 95,68        | 15 079      | 96,44       |
| * conseiller sortant |                       |             |             |              |              |             |             |

### Canton de Créon
| Candidats            | Candidats               | Partis      | Partis      | Premier tour | Premier tour | Second tour | Second tour |
| Candidats            | Candidats               | Partis      | Partis      | Voix         | %            | Voix        | %           |
| -------------------- | ----------------------- | ----------- | ----------- | ------------ | ------------ | ----------- | ----------- |
| 1                    | Jean-Marie Darmian*     |             | PS          | 6 850        | 39,70        | 8 669       | 55,75       |
| 1                    | Anne-Laure Fabre-Nadler |             | EÉLV        | 6 850        | 39,70        | 8 669       | 55,75       |
| 2                    | Thomas Bex              |             | UMP         | 4 572        | 26,50        | 6 882       | 44,25       |
| 2                    | Sylvie-Marie Dupuy      |             | UMP         | 4 572        | 26,50        | 6 882       | 44,25       |
| 3                    | Gérard Belloc           |             | FN          | 4 027        | 23,34        |             |             |
| 3                    | Maryse Biguerie         |             | FN          | 4 027        | 23,34        |             |             |
| 4                    | Catherine Marques       |             | FG          | 1 806        | 10,47        |             |             |
| 4                    | Jean-Paul Petit         |             | FG          | 1 806        | 10,47        |             |             |
|                      |                         |             |             |              |              |             |             |
| Inscrits             | Inscrits                | Inscrits    | Inscrits    | 34 043       | 100,00       | 34 036      | 100,00      |
| Abstentions          | Abstentions             | Abstentions | Abstentions | 16 090       | 47,26        | 16 940      | 49,77       |
| Votants              | Votants                 | Votants     | Votants     | 17 953       | 52,74        | 17 096      | 50,23       |
| Blancs               | Blancs                  | Blancs      | Blancs      | 487          | 2,71         | 1 080       | 6,32        |
| Nuls                 | Nuls                    | Nuls        | Nuls        | 211          | 1,18         | 465         | 2,72        |
| Exprimés             | Exprimés                | Exprimés    | Exprimés    | 17 255       | 96,11        | 15 551      | 90,96       |
| * conseiller sortant |                         |             |             |              |              |             |             |

### Canton de l'Entre-deux-Mers
| Candidats            | Candidats             | Partis      | Partis      | Premier tour | Premier tour | Second tour | Second tour |
| Candidats            | Candidats             | Partis      | Partis      | Voix         | %            | Voix        | %           |
| -------------------- | --------------------- | ----------- | ----------- | ------------ | ------------ | ----------- | ----------- |
| 1                    | Florence Lassarade    |             | UMP         | 4 006        | 29,50        | 4 761       | 34,43       |
| 1                    | Frédéric Lataste      |             | UDI         | 4 006        | 29,50        | 4 761       | 34,43       |
| 2                    | Marie-Claude Agullana |             | PS          | 3 819        | 28,12        | 5 684       | 41,11       |
| 2                    | Guy Moreno*           |             | PS          | 3 819        | 28,12        | 5 684       | 41,11       |
| 3                    | Agnès Lelièvre        |             | FN          | 3 588        | 26,42        | 3 383       | 24,46       |
| 3                    | Robert Savary         |             | FN          | 3 588        | 26,42        | 3 383       | 24,46       |
| 4                    | Lionel Chollon        |             | PCF         | 2 166        | 15,95        |             |             |
| 4                    | Josette Mugron        |             | DVG         | 2 166        | 15,95        |             |             |
|                      |                       |             |             |              |              |             |             |
| Inscrits             | Inscrits              | Inscrits    | Inscrits    | 25 738       | 100,00       | 25 738      | 100,00      |
| Abstentions          | Abstentions           | Abstentions | Abstentions | 11 484       | 44,62        | 11 239      | 43,67       |
| Votants              | Votants               | Votants     | Votants     | 14 254       | 55,38        | 14 499      | 56,33       |
| Blancs               | Blancs                | Blancs      | Blancs      | 461          | 3,23         | 439         | 3,03        |
| Nuls                 | Nuls                  | Nuls        | Nuls        | 214          | 1,50         | 232         | 1,60        |
| Exprimés             | Exprimés              | Exprimés    | Exprimés    | 13 579       | 95,26        | 13 828      | 95,37       |
| * conseiller sortant |                       |             |             |              |              |             |             |

### Canton de l'Estuaire
| Candidats            | Candidats          | Partis      | Partis      | Premier tour | Premier tour | Second tour | Second tour |
| Candidats            | Candidats          | Partis      | Partis      | Voix         | %            | Voix        | %           |
| -------------------- | ------------------ | ----------- | ----------- | ------------ | ------------ | ----------- | ----------- |
| 1                    | Valérie Ducout     |             | DVD         | 4 781        | 32,07        | 5 931       | 37,41       |
| 1                    | Xavier Loriaud*    |             | MoDem       | 4 781        | 32,07        | 5 931       | 37,41       |
| 2                    | Patricia Merchadou |             | PCF         | 1 565        | 10,50        |             |             |
| 2                    | Raymond Rodriguez  |             | PCF         | 1 565        | 10,50        |             |             |
| 3                    | Bernard Bournazeau |             | PS          | 3 850        | 25,82        | 5 187       | 32,72       |
| 3                    | Nathalie Junin*    |             | PS          | 3 850        | 25,82        | 5 187       | 32,72       |
| 4                    | Martine Barthe     |             | FN          | 4 713        | 31,61        | 4 735       | 29,87       |
| 4                    | Pierre Dinet       |             | FN          | 4 713        | 31,61        | 4 735       | 29,87       |
|                      |                    |             |             |              |              |             |             |
| Inscrits             | Inscrits           | Inscrits    | Inscrits    | 29 956       | 100,00       | 29 954      | 100,00      |
| Abstentions          | Abstentions        | Abstentions | Abstentions | 14 220       | 47,47        | 13 416      | 44,79       |
| Votants              | Votants            | Votants     | Votants     | 15 736       | 52,53        | 16 738      | 55,21       |
| Blancs               | Blancs             | Blancs      | Blancs      | 578          | 3,67         | 457         | 2,76        |
| Nuls                 | Nuls               | Nuls        | Nuls        | 249          | 1,58         | 228         | 1,38        |
| Exprimés             | Exprimés           | Exprimés    | Exprimés    | 14 909       | 94,74        | 15 853      | 95,86       |
| * conseiller sortant |                    |             |             |              |              |             |             |

### Canton de Gujan-Mestras
| Candidats            | Candidats         | Partis      | Partis      | Premier tour | Premier tour | Second tour | Second tour |
| Candidats            | Candidats         | Partis      | Partis      | Voix         | %            | Voix        | %           |
| -------------------- | ----------------- | ----------- | ----------- | ------------ | ------------ | ----------- | ----------- |
| 1                    | Jacques Chauvet*  |             | DVD         | 5 953        | 40,38        | 6 672       | 43,47       |
| 1                    | Carole Veillard   |             | DVD         | 5 953        | 40,38        | 6 672       | 43,47       |
| 2                    | Pierre Cleaz      |             | PCF         | 668          | 4,53         |             |             |
| 2                    | Danielle Trannoy  |             | PCF         | 668          | 4,53         |             |             |
| 3                    | Daniel Marchadier |             | FN          | 3 775        | 25,61        | 3 452       | 22,49       |
| 3                    | Annie Zapata      |             | FN          | 3 775        | 25,61        | 3 452       | 22,49       |
| 4                    | Serge Baudy       |             | PRG         | 4 347        | 29,49        | 5 224       | 34,04       |
| 4                    | Karine Desmoulin  |             | PS          | 4 347        | 29,49        | 5 224       | 34,04       |
|                      |                   |             |             |              |              |             |             |
| Inscrits             | Inscrits          | Inscrits    | Inscrits    | 30 049       | 100,00       | 30 049      | 100,00      |
| Abstentions          | Abstentions       | Abstentions | Abstentions | 14 694       | 48,90        | 14 171      | 47,16       |
| Votants              | Votants           | Votants     | Votants     | 15 355       | 51,10        | 15 878      | 52,84       |
| Blancs               | Blancs            | Blancs      | Blancs      | 410          | 2,67         | 370         | 2,33        |
| Nuls                 | Nuls              | Nuls        | Nuls        | 202          | 1,32         | 160         | 1,01        |
| Exprimés             | Exprimés          | Exprimés    | Exprimés    | 14 743       | 96,01        | 15 348      | 96,66       |
| * conseiller sortant |                   |             |             |              |              |             |             |

### Canton des Landes des Graves
| Candidats            | Candidats           | Partis      | Partis      | Premier tour | Premier tour | Second tour | Second tour |
| Candidats            | Candidats           | Partis      | Partis      | Voix         | %            | Voix        | %           |
| -------------------- | ------------------- | ----------- | ----------- | ------------ | ------------ | ----------- | ----------- |
| 1                    | Dominique Clavier   |             | UDI         | 4 352        | 28,89        | 4 798       | 30,70       |
| 1                    | Christiane Dornon   |             | UMP         | 4 352        | 28,89        | 4 798       | 30,70       |
| 2                    | Hervé Gillé*        |             | PS          | 4 879        | 32,39        | 6 426       | 41,12       |
| 2                    | Sophie Piquemal     |             | PS          | 4 879        | 32,39        | 6 426       | 41,12       |
| 3                    | Michel Armagnacq    |             | FG          | 1 378        | 9,15         |             |             |
| 3                    | Nicole Ruiz         |             | FG          | 1 378        | 9,15         |             |             |
| 4                    | Edwige Diaz         |             | FN          | 4 453        | 29,56        | 4 404       | 28,18       |
| 4                    | Jean-Claude Saunier |             | FN          | 4 453        | 29,56        | 4 404       | 28,18       |
|                      |                     |             |             |              |              |             |             |
| Inscrits             | Inscrits            | Inscrits    | Inscrits    | 30 590       | 100,00       | 30 590      | 100,00      |
| Abstentions          | Abstentions         | Abstentions | Abstentions | 14 682       | 48,00        | 14 231      | 46,52       |
| Votants              | Votants             | Votants     | Votants     | 15 908       | 52,00        | 16 359      | 53,48       |
| Blancs               | Blancs              | Blancs      | Blancs      | 612          | 3,85         | 507         | 3,10        |
| Nuls                 | Nuls                | Nuls        | Nuls        | 234          | 1,47         | 224         | 1,37        |
| Exprimés             | Exprimés            | Exprimés    | Exprimés    | 15 062       | 94,68        | 15 628      | 95,53       |
| * conseiller sortant |                     |             |             |              |              |             |             |

### Canton du Libournais-Fronsadais
| Candidats            | Candidats            | Partis      | Partis      | Premier tour | Premier tour | Second tour | Second tour |
| Candidats            | Candidats            | Partis      | Partis      | Voix         | %            | Voix        | %           |
| -------------------- | -------------------- | ----------- | ----------- | ------------ | ------------ | ----------- | ----------- |
| 1                    | Gonzague Malherbe    |             | FN          | 5 254        | 29,86        | 5 494       | 29,13       |
| 1                    | Anne-Christine Royal |             | FN          | 5 254        | 29,86        | 5 494       | 29,13       |
| 2                    | Martine Frétier      |             | EÉLV        | 1 173        | 6,67         |             |             |
| 2                    | Angel Martinez       |             | EÉLV        | 1 173        | 6,67         |             |             |
| 3                    | Patrick Aubisse      |             | PCF         | 1 032        | 5,86         |             |             |
| 3                    | Maryse Montangon     |             | PCF         | 1 032        | 5,86         |             |             |
| 4                    | Rodolphe Guyot       |             | UMP         | 5 034        | 28,61        | 5 958       | 31,59       |
| 4                    | Anne-Marie Roux      |             | DVD         | 5 034        | 28,61        | 5 958       | 31,59       |
| 5                    | Jean Galand          |             | PS          | 5 104        | 29,00        | 7 407       | 39,28       |
| 5                    | Isabelle Hardy*      |             | PS          | 5 104        | 29,00        | 7 407       | 39,28       |
|                      |                      |             |             |              |              |             |             |
| Inscrits             | Inscrits             | Inscrits    | Inscrits    | 36 515       | 100,00       | 36 519      | 100,00      |
| Abstentions          | Abstentions          | Abstentions | Abstentions | 18 166       | 49,75        | 16 873      | 46,20       |
| Votants              | Votants              | Votants     | Votants     | 18 349       | 50,25        | 19 646      | 53,80       |
| Blancs               | Blancs               | Blancs      | Blancs      | 455          | 2,48         | 512         | 2,61        |
| Nuls                 | Nuls                 | Nuls        | Nuls        | 297          | 1,62         | 275         | 1,40        |
| Exprimés             | Exprimés             | Exprimés    | Exprimés    | 17 597       | 95,90        | 18 859      | 95,99       |
| * conseiller sortant |                      |             |             |              |              |             |             |

### Canton de Lormont
| Candidats            | Candidats          | Partis      | Partis      | Premier tour | Premier tour | Second tour | Second tour |
| Candidats            | Candidats          | Partis      | Partis      | Voix         | %            | Voix        | %           |
| -------------------- | ------------------ | ----------- | ----------- | ------------ | ------------ | ----------- | ----------- |
| 1                    | Marie Jeanne Farcy |             | PS          | 4 896        | 43,75        | 7 060       | 65,97       |
| 1                    | Jean Touzeau*      |             | PS          | 4 896        | 43,75        | 7 060       | 65,97       |
| 2                    | Sandrine Boutaricq |             | UMP         | 2 312        | 20,66        |             |             |
| 2                    | Jérôme Oscislawski |             | UMP         | 2 312        | 20,66        |             |             |
| 3                    | Maud Besson        |             | PG          | 1 084        | 9,69         |             |             |
| 3                    | Jean-Claude Feugas |             | PCF         | 1 084        | 9,69         |             |             |
| 4                    | Claudine Fillion   |             | FN          | 2 900        | 25,91        | 3 642       | 34,03       |
| 4                    | Ange Ronzetti      |             | FN          | 2 900        | 25,91        | 3 642       | 34,03       |
|                      |                    |             |             |              |              |             |             |
| Inscrits             | Inscrits           | Inscrits    | Inscrits    | 25 017       | 100,00       | 25 017      | 100,00      |
| Abstentions          | Abstentions        | Abstentions | Abstentions | 13 351       | 53,37        | 13 347      | 53,35       |
| Votants              | Votants            | Votants     | Votants     | 11 666       | 46,63        | 11 670      | 46,65       |
| Blancs               | Blancs             | Blancs      | Blancs      | 343          | 2,94         | 704         | 6,03        |
| Nuls                 | Nuls               | Nuls        | Nuls        | 131          | 1,12         | 264         | 2,26        |
| Exprimés             | Exprimés           | Exprimés    | Exprimés    | 11 192       | 95,94        | 10 702      | 91,71       |
| * conseiller sortant |                    |             |             |              |              |             |             |

### Canton de Mérignac-1
| Candidats            | Candidats           | Partis      | Partis      | Premier tour | Premier tour | Second tour | Second tour |
| Candidats            | Candidats           | Partis      | Partis      | Voix         | %            | Voix        | %           |
| -------------------- | ------------------- | ----------- | ----------- | ------------ | ------------ | ----------- | ----------- |
| 1                    | Marie-Ange Chaussoy |             | PCF         | 958          | 6,58         |             |             |
| 1                    | Bernard Sarlandié   |             | PG          | 958          | 6,58         |             |             |
| 2                    | Emmanuelle Hemar    |             | FN          | 2 688        | 18,46        |             |             |
| 2                    | Patrick Louis       |             | FN          | 2 688        | 18,46        |             |             |
| 3                    | Alain Charrier*     |             | PS          | 5 068        | 34,81        | 7 135       | 53,28       |
| 3                    | Carole Guere        |             | PS          | 5 068        | 34,81        | 7 135       | 53,28       |
| 4                    | Jean-Marc Meyre     |             | UMP         | 4 360        | 29,95        | 6 256       | 46,72       |
| 4                    | Christine Peyré     |             | UMP         | 4 360        | 29,95        | 6 256       | 46,72       |
| 5                    | Anne Couplan        |             | EÉLV        | 1 485        | 10,20        |             |             |
| 5                    | Jean-Claude Pradels |             | EÉLV        | 1 485        | 10,20        |             |             |
|                      |                     |             |             |              |              |             |             |
| Inscrits             | Inscrits            | Inscrits    | Inscrits    | 32 069       | 100,00       | 32 069      | 100,00      |
| Abstentions          | Abstentions         | Abstentions | Abstentions | 16 912       | 52,74        | 17 450      | 54,41       |
| Votants              | Votants             | Votants     | Votants     | 15 157       | 47,26        | 14 619      | 45,59       |
| Blancs               | Blancs              | Blancs      | Blancs      | 406          | 2,68         | 805         | 5,51        |
| Nuls                 | Nuls                | Nuls        | Nuls        | 192          | 1,27         | 423         | 2,89        |
| Exprimés             | Exprimés            | Exprimés    | Exprimés    | 14 559       | 96,05        | 13 391      | 91,60       |
| * conseiller sortant |                     |             |             |              |              |             |             |

### Canton de Mérignac-2
| Candidats   | Candidats             | Partis      | Partis      | Premier tour | Premier tour | Second tour | Second tour |
| Candidats   | Candidats             | Partis      | Partis      | Voix         | %            | Voix        | %           |
| ----------- | --------------------- | ----------- | ----------- | ------------ | ------------ | ----------- | ----------- |
| 1           | Rémi Cocuelle         |             | UDI         | 4 014        | 27,57        | 6 304       | 47,46       |
| 1           | Denise Fumat          |             | UMP         | 4 014        | 27,57        | 6 304       | 47,46       |
| 2           | Jean-Luc Aupetit      |             | FN          | 2 899        | 19,91        |             |             |
| 2           | Annie Martinet        |             | FN          | 2 899        | 19,91        |             |             |
| 3           | Panthéa Kian          |             | DVG         | 177          | 1,22         |             |             |
| 3           | Gérard Mesnis         |             | DVG         | 177          | 1,22         |             |             |
| 4           | Jean-Michel Audy      |             | FG          | 774          | 5,32         |             |             |
| 4           | Lena Beaulieu         |             | PCF         | 774          | 5,32         |             |             |
| 5           | Sylvie Cassou-Schotte |             | EÉLV        | 1 721        | 11,82        |             |             |
| 5           | Gérard Chausset       |             | EÉLV        | 1 721        | 11,82        |             |             |
| 6           | Arnaud Arfeuille      |             | PS          | 4 642        | 31,88        | 6 978       | 52,54       |
| 6           | Cécile Saint-Marc     |             | PS          | 4 642        | 31,88        | 6 978       | 52,54       |
| 7           | Bernard Gonzalez      |             | DLF         | 333          | 2,29         |             |             |
| 7           | Sandrine Peny         |             | DLF         | 333          | 2,29         |             |             |
|             |                       |             |             |              |              |             |             |
| Inscrits    | Inscrits              | Inscrits    | Inscrits    | 31 957       | 100,00       | 31 957      | 100,00      |
| Abstentions | Abstentions           | Abstentions | Abstentions | 16 849       | 52,72        | 17 532      | 54,86       |
| Votants     | Votants               | Votants     | Votants     | 15 108       | 47,28        | 14 425      | 45,14       |
| Blancs      | Blancs                | Blancs      | Blancs      | 393          | 2,60         | 765         | 5,30        |
| Nuls        | Nuls                  | Nuls        | Nuls        | 155          | 1,03         | 378         | 2,62        |
| Exprimés    | Exprimés              | Exprimés    | Exprimés    | 14 560       | 96,37        | 13 282      | 92,08       |

### Canton du Nord-Gironde
| Candidats            | Candidats                      | Partis      | Partis      | Premier tour | Premier tour | Second tour | Second tour |
| Candidats            | Candidats                      | Partis      | Partis      | Voix         | %            | Voix        | %           |
| -------------------- | ------------------------------ | ----------- | ----------- | ------------ | ------------ | ----------- | ----------- |
| 1                    | Célia Monseigne                |             | PS          | 5 500        | 34,79        | 8 371       | 55,03       |
| 1                    | Alain Renard*                  |             | PS          | 5 500        | 34,79        | 8 371       | 55,03       |
| 2                    | Olivier Guibert                |             | FN          | 5 144        | 32,54        | 6 841       | 44,97       |
| 2                    | Élisabeth Petit                |             | FN          | 5 144        | 32,54        | 6 841       | 44,97       |
| 3                    | Dominique Chaupard             |             | PCF         | 1 249        | 7,90         |             |             |
| 3                    | Véronique Lavaud               |             | PCF         | 1 249        | 7,90         |             |             |
| 4                    | Muriel Callendreau de Portbail |             | MoDem       | 3 916        | 24,77        |             |             |
| 4                    | Dominique Pionat               |             | UMP         | 3 916        | 24,77        |             |             |
|                      |                                |             |             |              |              |             |             |
| Inscrits             | Inscrits                       | Inscrits    | Inscrits    | 32 842       | 100,00       | 32 848      | 100,00      |
| Abstentions          | Abstentions                    | Abstentions | Abstentions | 16 246       | 49,47        | 16 059      | 48,89       |
| Votants              | Votants                        | Votants     | Votants     | 16 596       | 50,53        | 16 789      | 51,11       |
| Blancs               | Blancs                         | Blancs      | Blancs      | 513          | 3,09         | 1 030       | 6,13        |
| Nuls                 | Nuls                           | Nuls        | Nuls        | 274          | 1,65         | 547         | 3,26        |
| Exprimés             | Exprimés                       | Exprimés    | Exprimés    | 15 809       | 95,26        | 15 212      | 90,61       |
| * conseiller sortant |                                |             |             |              |              |             |             |

### Canton du Nord-Libournais
| Candidats            | Candidats            | Partis      | Partis      | Premier tour | Premier tour | Second tour | Second tour |
| Candidats            | Candidats            | Partis      | Partis      | Voix         | %            | Voix        | %           |
| -------------------- | -------------------- | ----------- | ----------- | ------------ | ------------ | ----------- | ----------- |
| 1                    | Bernard Bosjean      |             | FN          | 5 694        | 33,33        | 5 893       | 31,87       |
| 1                    | Monique Robin        |             | FN          | 5 694        | 33,33        | 5 893       | 31,87       |
| 2                    | Jean-Claude Abanades |             | CPNT        | 5 059        | 29,61        | 5 958       | 32,22       |
| 2                    | Chantal Dugourd      |             | UMP         | 5 059        | 29,61        | 5 958       | 32,22       |
| 3                    | Michelle Lacoste*    |             | PS          | 5 024        | 29,40        | 6 641       | 35,91       |
| 3                    | Alain Marois*        |             | PS          | 5 024        | 29,40        | 6 641       | 35,91       |
| 4                    | Éliane Garbiso       |             | PCF         | 1 309        | 7,66         |             |             |
| 4                    | Sébastien Laborde    |             | PCF         | 1 309        | 7,66         |             |             |
|                      |                      |             |             |              |              |             |             |
| Inscrits             | Inscrits             | Inscrits    | Inscrits    | 34 167       | 100,00       | 34 167      | 100,00      |
| Abstentions          | Abstentions          | Abstentions | Abstentions | 16 239       | 47,53        | 14 955      | 43,77       |
| Votants              | Votants              | Votants     | Votants     | 17 928       | 52,47        | 19 212      | 56,23       |
| Blancs               | Blancs               | Blancs      | Blancs      | 505          | 2,82         | 451         | 2,35        |
| Nuls                 | Nuls                 | Nuls        | Nuls        | 337          | 1,88         | 269         | 1,40        |
| Exprimés             | Exprimés             | Exprimés    | Exprimés    | 17 086       | 95,30        | 18 492      | 96,25       |
| * conseiller sortant |                      |             |             |              |              |             |             |

### Canton du Nord-Médoc
| Candidats   | Candidats            | Partis      | Partis      | Premier tour | Premier tour | Second tour | Second tour |
| Candidats   | Candidats            | Partis      | Partis      | Voix         | %            | Voix        | %           |
| ----------- | -------------------- | ----------- | ----------- | ------------ | ------------ | ----------- | ----------- |
| 1           | Françoise Beyssen    |             | SE          | 1 205        | 8,05         |             |             |
| 1           | Yves Sultana         |             | SE          | 1 205        | 8,05         |             |             |
| 2           | Sonia Colemyn        |             | FN          | 5 668        | 37,86        | 7 707       | 50,48       |
| 2           | Grégoire de Fournas  |             | FN          | 5 668        | 37,86        | 7 707       | 50,48       |
| 3           | Charlotte Fargeot    |             | SE          | 187          | 1,25         |             |             |
| 3           | Miguel Moreno        |             | SE          | 187          | 1,25         |             |             |
| 4           | Mireille Bosq        |             | UDI         | 2 932        | 19,59        |             |             |
| 4           | Jean-Bernard Dufourd |             | UMP         | 2 932        | 19,59        |             |             |
| 5           | Tony Lambert         |             | DLF         | 346          | 2,31         |             |             |
| 5           | Huguette Scemama     |             | DLF         | 346          | 2,31         |             |             |
| 6           | Fanny Audard         |             | FG          | 1 247        | 8,33         |             |             |
| 6           | Segundo Cimbron      |             | FG          | 1 247        | 8,33         |             |             |
| 7           | Bernard Guiraud      |             | PS          | 3 384        | 22,61        | 7 560       | 49,52       |
| 7           | Michelle Saintout    |             | PS          | 3 384        | 22,61        | 7 560       | 49,52       |
|             |                      |             |             |              |              |             |             |
| Inscrits    | Inscrits             | Inscrits    | Inscrits    | 30 641       | 100,00       | 30 641      | 100,00      |
| Abstentions | Abstentions          | Abstentions | Abstentions | 14 952       | 48,80        | 13 855      | 45,22       |
| Votants     | Votants              | Votants     | Votants     | 15 689       | 51,20        | 16 786      | 54,78       |
| Blancs      | Blancs               | Blancs      | Blancs      | 498          | 3,17         | 958         | 5,71        |
| Nuls        | Nuls                 | Nuls        | Nuls        | 222          | 1,42         | 561         | 3,34        |
| Exprimés    | Exprimés             | Exprimés    | Exprimés    | 14 969       | 95,41        | 15 267      | 90,95       |

### Canton de Pessac-1
| Candidats            | Candidats          | Partis      | Partis      | Premier tour | Premier tour | Second tour | Second tour |
| Candidats            | Candidats          | Partis      | Partis      | Voix         | %            | Voix        | %           |
| -------------------- | ------------------ | ----------- | ----------- | ------------ | ------------ | ----------- | ----------- |
| 1                    | Pierre Ducout      |             | PS          | 10 183       | 49,01        | 11 449      | 60,87       |
| 1                    | Édith Moncoucut*   |             | PS          | 10 183       | 49,01        | 11 449      | 60,87       |
| 2                    | Gérard Aupetit     |             | FN          | 3 347        | 16,11        |             |             |
| 2                    | Corinne Lerouge    |             | FN          | 3 347        | 16,11        |             |             |
| 3                    | Aurélie Di Camillo |             | UMP         | 5 758        | 27,71        | 7 359       | 39,13       |
| 3                    | Benoît Rautureau   |             | UMP         | 5 758        | 27,71        | 7 359       | 39,13       |
| 4                    | Maud Mathieu       |             | FG          | 1 488        | 7,16         |             |             |
| 4                    | Pierre Pujo        |             | FG          | 1 488        | 7,16         |             |             |
|                      |                    |             |             |              |              |             |             |
| Inscrits             | Inscrits           | Inscrits    | Inscrits    | 39 992       | 100,00       | 39 989      | 100,00      |
| Abstentions          | Abstentions        | Abstentions | Abstentions | 18 352       | 45,89        | 19 785      | 49,48       |
| Votants              | Votants            | Votants     | Votants     | 21 640       | 54,11        | 20 204      | 50,52       |
| Blancs               | Blancs             | Blancs      | Blancs      | 574          | 2,65         | 892         | 4,41        |
| Nuls                 | Nuls               | Nuls        | Nuls        | 290          | 1,34         | 504         | 2,49        |
| Exprimés             | Exprimés           | Exprimés    | Exprimés    | 20 776       | 96,01        | 18 808      | 93,09       |
| * conseiller sortant |                    |             |             |              |              |             |             |

### Canton de Pessac-2
| Candidats   | Candidats                | Partis      | Partis      | Premier tour | Premier tour | Second tour | Second tour |
| Candidats   | Candidats                | Partis      | Partis      | Voix         | %            | Voix        | %           |
| ----------- | ------------------------ | ----------- | ----------- | ------------ | ------------ | ----------- | ----------- |
| 1           | Laure Curvale            |             | EÉLV        | 6 694        | 40,69        | 7 934       | 50,86       |
| 1           | Sébastien Saint-Pasteur  |             | PS          | 6 694        | 40,69        | 7 934       | 50,86       |
| 2           | Fabien Leroy             |             | UDI         | 5 746        | 34,93        | 7 666       | 49,14       |
| 2           | Karine Roux-Labat        |             | UMP         | 5 746        | 34,93        | 7 666       | 49,14       |
| 3           | Nancy Menu               |             | FG          | 1 385        | 8,42         |             |             |
| 3           | Anthony Semchaoui        |             | FG          | 1 385        | 8,42         |             |             |
| 4           | Colette de La Conception |             | FN          | 2 627        | 15,97        |             |             |
| 4           | Philippe Manusset        |             | SIEL        | 2 627        | 15,97        |             |             |
|             |                          |             |             |              |              |             |             |
| Inscrits    | Inscrits                 | Inscrits    | Inscrits    | 34 542       | 100,00       | 34 542      | 100,00      |
| Abstentions | Abstentions              | Abstentions | Abstentions | 17 336       | 50,19        | 17 815      | 51,57       |
| Votants     | Votants                  | Votants     | Votants     | 17 206       | 49,81        | 16 727      | 48,43       |
| Blancs      | Blancs                   | Blancs      | Blancs      | 532          | 3,09         | 734         | 4,39        |
| Nuls        | Nuls                     | Nuls        | Nuls        | 222          | 1,29         | 393         | 2,35        |
| Exprimés    | Exprimés                 | Exprimés    | Exprimés    | 16 452       | 95,62        | 15 600      | 93,26       |

### Canton des Portes du Médoc
| Candidats            | Candidats                 | Partis      | Partis      | Premier tour | Premier tour | Second tour | Second tour |
| Candidats            | Candidats                 | Partis      | Partis      | Voix         | %            | Voix        | %           |
| -------------------- | ------------------------- | ----------- | ----------- | ------------ | ------------ | ----------- | ----------- |
| 1                    | Marc François             |             | UMP         | 4 923        | 26,99        | 7 355       | 44,70       |
| 1                    | Roxane Maury              |             | UMP         | 4 923        | 26,99        | 7 355       | 44,70       |
| 2                    | Violette Demarest         |             | PCF         | 1 271        | 6,97         |             |             |
| 2                    | Nicolas Ong               |             | PCF         | 1 271        | 6,97         |             |             |
| 3                    | Laurent Lagarde           |             | FN          | 4 268        | 23,40        |             |             |
| 3                    | Marie-Mauricette Martinez |             | FN          | 4 268        | 23,40        |             |             |
| 4                    | Christine Bost*           |             | PS          | 7 779        | 42,65        | 9 098       | 55,30       |
| 4                    | Stéphane Saubusse         |             | EÉLV        | 7 779        | 42,65        | 9 098       | 55,30       |
|                      |                           |             |             |              |              |             |             |
| Inscrits             | Inscrits                  | Inscrits    | Inscrits    | 38 303       | 100,00       | 38 303      | 100,00      |
| Abstentions          | Abstentions               | Abstentions | Abstentions | 19 381       | 50,60        | 20 392      | 53,24       |
| Votants              | Votants                   | Votants     | Votants     | 18 922       | 49,40        | 17 911      | 46,76       |
| Blancs               | Blancs                    | Blancs      | Blancs      | 457          | 2,42         | 947         | 5,29        |
| Nuls                 | Nuls                      | Nuls        | Nuls        | 224          | 1,18         | 511         | 2,85        |
| Exprimés             | Exprimés                  | Exprimés    | Exprimés    | 18 241       | 96,40        | 16 453      | 91,86       |
| * conseiller sortant |                           |             |             |              |              |             |             |

### Canton de la Presqu'île
| Candidats   | Candidats            | Partis      | Partis      | Premier tour | Premier tour | Second tour | Second tour |
| Candidats   | Candidats            | Partis      | Partis      | Voix         | %            | Voix        | %           |
| ----------- | -------------------- | ----------- | ----------- | ------------ | ------------ | ----------- | ----------- |
| 1           | Anne-Laure Bedu      |             | PS          | 5 046        | 32,18        | 6 951       | 48,46       |
| 1           | Philippe Garrigue    |             | PS          | 5 046        | 32,18        | 6 951       | 48,46       |
| 2           | Jean Chazeau         |             | FG          | 1 285        | 8,20         |             |             |
| 2           | Chantal Puech        |             | FG          | 1 285        | 8,20         |             |             |
| 3           | Valérie Drouhaut     |             | DVD         | 4 730        | 30,17        | 7 393       | 51,54       |
| 3           | Hubert Laporte       |             | UDI         | 4 730        | 30,17        | 7 393       | 51,54       |
| 4           | Francis Fratré       |             | FN          | 4 104        | 26,18        |             |             |
| 4           | Rose-Marie Schwob    |             | FN          | 4 104        | 26,18        |             |             |
| 5           | Maryse Brun          |             | DLF         | 514          | 3,28         |             |             |
| 5           | Jean Louis Lahoudère |             | DLF         | 514          | 3,28         |             |             |
|             |                      |             |             |              |              |             |             |
| Inscrits    | Inscrits             | Inscrits    | Inscrits    | 33 848       | 100,00       | 33 855      | 100,00      |
| Abstentions | Abstentions          | Abstentions | Abstentions | 17 433       | 51,50        | 17 909      | 52,90       |
| Votants     | Votants              | Votants     | Votants     | 16 415       | 48,50        | 15 946      | 47,10       |
| Blancs      | Blancs               | Blancs      | Blancs      | 490          | 2,99         | 1 059       | 6,64        |
| Nuls        | Nuls                 | Nuls        | Nuls        | 246          | 1,50         | 543         | 3,41        |
| Exprimés    | Exprimés             | Exprimés    | Exprimés    | 15 679       | 95,52        | 14 344      | 89,95       |

### Canton du Réolais et des Bastides
| Candidats            | Candidats                | Partis      | Partis      | Premier tour | Premier tour | Second tour | Second tour |
| Candidats            | Candidats                | Partis      | Partis      | Voix         | %            | Voix        | %           |
| -------------------- | ------------------------ | ----------- | ----------- | ------------ | ------------ | ----------- | ----------- |
| 1                    | Jean-Christophe Grellety |             | PCF         | 1 182        | 6,76         |             |             |
| 1                    | Marie-Rose Lucmarie      |             | PCF         | 1 182        | 6,76         |             |             |
| 2                    | Yves d'Amecourt*         |             | UMP         | 5 759        | 32,93        | 7 198       | 38,16       |
| 2                    | Sophie Sellier           |             | DVD         | 5 759        | 32,93        | 7 198       | 38,16       |
| 3                    | Bernard Castagnet*       |             | PS          | 5 848        | 33,44        | 7 443       | 39,46       |
| 3                    | Christelle Guionie       |             | PS          | 5 848        | 33,44        | 7 443       | 39,46       |
| 4                    | Sandrine Chadourne       |             | FN          | 4 698        | 26,87        | 4 223       | 22,39       |
| 4                    | Patrick Duval Campana    |             | FN          | 4 698        | 26,87        | 4 223       | 22,39       |
|                      |                          |             |             |              |              |             |             |
| Inscrits             | Inscrits                 | Inscrits    | Inscrits    | 32 026       | 100,00       | 32 026      | 100,00      |
| Abstentions          | Abstentions              | Abstentions | Abstentions | 13 529       | 42,24        | 12 315      | 38,45       |
| Votants              | Votants                  | Votants     | Votants     | 18 497       | 57,76        | 19 711      | 61,55       |
| Blancs               | Blancs                   | Blancs      | Blancs      | 627          | 3,39         | 547         | 2,78        |
| Nuls                 | Nuls                     | Nuls        | Nuls        | 383          | 2,07         | 300         | 1,52        |
| Exprimés             | Exprimés                 | Exprimés    | Exprimés    | 17 487       | 94,54        | 18 864      | 95,70       |
| * conseiller sortant |                          |             |             |              |              |             |             |

### Canton de Saint-Médard-en-Jalles
| Candidats   | Candidats          | Partis      | Partis      | Premier tour | Premier tour | Second tour | Second tour |
| Candidats   | Candidats          | Partis      | Partis      | Voix         | %            | Voix        | %           |
| ----------- | ------------------ | ----------- | ----------- | ------------ | ------------ | ----------- | ----------- |
| 1           | Françoise Patissou |             | FN          | 2 899        | 15,83        |             |             |
| 1           | Jean-Louis Pulon   |             | FN          | 2 899        | 15,83        |             |             |
| 2           | Yannick Bretagne   |             | EÉLV        | 1 463        | 7,99         |             |             |
| 2           | Christine Moebs    |             | EÉLV        | 1 463        | 7,99         |             |             |
| 3           | Jean-Luc Trichard  |             | PS          | 4 910        | 26,81        | 6 793       | 40,22       |
| 3           | Stephan Trouillet  |             | PS          | 4 910        | 26,81        | 6 793       | 40,22       |
| 4           | Liliane Ducourret  |             | FG          | 929          | 5,07         |             |             |
| 4           | Robert Quaranta    |             | FG          | 929          | 5,07         |             |             |
| 5           | Jacques Mangon     |             | MoDem       | 8 110        | 44,29        | 10 097      | 59,78       |
| 5           | Agnès Versepuy     |             | UDI         | 8 110        | 44,29        | 10 097      | 59,78       |
|             |                    |             |             |              |              |             |             |
| Inscrits    | Inscrits           | Inscrits    | Inscrits    | 33 918       | 100,00       | 33 924      | 100,00      |
| Abstentions | Abstentions        | Abstentions | Abstentions | 14 994       | 44,21        | 15 736      | 46,39       |
| Votants     | Votants            | Votants     | Votants     | 18 924       | 55,79        | 18 188      | 53,61       |
| Blancs      | Blancs             | Blancs      | Blancs      | 433          | 2,29         | 871         | 4,79        |
| Nuls        | Nuls               | Nuls        | Nuls        | 180          | 0,95         | 427         | 2,35        |
| Exprimés    | Exprimés           | Exprimés    | Exprimés    | 18 311       | 96,76        | 16 890      | 92,86       |

### Canton du Sud-Gironde
| Candidats            | Candidats                   | Partis      | Partis      | Premier tour | Premier tour | Second tour | Second tour |
| Candidats            | Candidats                   | Partis      | Partis      | Voix         | %            | Voix        | %           |
| -------------------- | --------------------------- | ----------- | ----------- | ------------ | ------------ | ----------- | ----------- |
| 1                    | Isabelle Dexpert*           |             | PS          | 5 454        | 35,26        | 8 417       | 60,10       |
| 1                    | Jean-Luc Gleyze*            |             | PS          | 5 454        | 35,26        | 8 417       | 60,10       |
| 2                    | Jean-Pierre Baillé*         |             | UMP         | 3 836        | 24,80        | 5 587       | 39,90       |
| 2                    | Marie-Angélique Latournerie |             | UMP         | 3 836        | 24,80        | 5 587       | 39,90       |
| 3                    | Sophie Ambard               |             | EXD         | 0            | 0,00         |             |             |
| 3                    | Guillaume Jambard           |             | EXD         | 0            | 0,00         |             |             |
| 4                    | Michel Applincourt          |             | FN          | 3 083        | 19,93        |             |             |
| 4                    | Françoise Manet             |             | FN          | 3 083        | 19,93        |             |             |
| 5                    | Pierre Augey*               |             | PCF         | 3 095        | 20,01        |             |             |
| 5                    | Christine Boronat           |             | PG          | 3 095        | 20,01        |             |             |
|                      |                             |             |             |              |              |             |             |
| Inscrits             | Inscrits                    | Inscrits    | Inscrits    | 27 606       | 100,00       | 27 606      | 100,00      |
| Abstentions          | Abstentions                 | Abstentions | Abstentions | 11 374       | 41,20        | 12 029      | 43,57       |
| Votants              | Votants                     | Votants     | Votants     | 16 232       | 58,80        | 15 577      | 56,43       |
| Blancs               | Blancs                      | Blancs      | Blancs      | 427          | 2,63         | 898         | 5,76        |
| Nuls                 | Nuls                        | Nuls        | Nuls        | 337          | 2,08         | 675         | 4,33        |
| Exprimés             | Exprimés                    | Exprimés    | Exprimés    | 15 468       | 95,29        | 14 004      | 89,90       |
| * conseiller sortant |                             |             |             |              |              |             |             |

### Canton du Sud-Médoc
| Candidats            | Candidats         | Partis      | Partis      | Premier tour | Premier tour | Second tour | Second tour |
| Candidats            | Candidats         | Partis      | Partis      | Voix         | %            | Voix        | %           |
| -------------------- | ----------------- | ----------- | ----------- | ------------ | ------------ | ----------- | ----------- |
| 1                    | Jeany Fischer     |             | UMP         | 5 803        | 32,60        | 6 860       | 36,17       |
| 1                    | Laurent Peyrondet |             | MoDem       | 5 803        | 32,60        | 6 860       | 36,17       |
| 2                    | Dominique Fedieu  |             | PS          | 5 935        | 33,34        | 7 402       | 39,03       |
| 2                    | Pascale Got*      |             | PS          | 5 935        | 33,34        | 7 402       | 39,03       |
| 3                    | Bénito Giannelli  |             | FN          | 4 858        | 27,29        | 4 702       | 24,79       |
| 3                    | Nataly Vigato     |             | FN          | 4 858        | 27,29        | 4 702       | 24,79       |
| 4                    | Marie-Anne Dubes  |             | DVG         | 1 205        | 6,77         |             |             |
| 4                    | Stéphane Le Bot   |             | PCF         | 1 205        | 6,77         |             |             |
|                      |                   |             |             |              |              |             |             |
| Inscrits             | Inscrits          | Inscrits    | Inscrits    | 36 331       | 100,00       | 36 327      | 100,00      |
| Abstentions          | Abstentions       | Abstentions | Abstentions | 17 736       | 48,82        | 16 658      | 45,86       |
| Votants              | Votants           | Votants     | Votants     | 18 595       | 51,18        | 19 669      | 54,14       |
| Blancs               | Blancs            | Blancs      | Blancs      | 503          | 2,71         | 492         | 2,50        |
| Nuls                 | Nuls              | Nuls        | Nuls        | 291          | 1,56         | 213         | 1,08        |
| Exprimés             | Exprimés          | Exprimés    | Exprimés    | 17 801       | 95,73        | 18 964      | 96,42       |
| * conseiller sortant |                   |             |             |              |              |             |             |

### Canton de Talence
| Candidats            | Candidats                | Partis      | Partis      | Premier tour | Premier tour | Second tour | Second tour |
| Candidats            | Candidats                | Partis      | Partis      | Voix         | %            | Voix        | %           |
| -------------------- | ------------------------ | ----------- | ----------- | ------------ | ------------ | ----------- | ----------- |
| 1                    | Arnaud Dellu             |             | PS          | 3 314        | 26,44        | 6 169       | 53,90       |
| 1                    | Denise Greslard Nédélec* |             | PS          | 3 314        | 26,44        | 6 169       | 53,90       |
| 2                    | Yamina Kraria            |             | PCF         | 976          | 7,79         |             |             |
| 2                    | Arthur Ledard            |             | PCF         | 976          | 7,79         |             |             |
| 3                    | Françoise Camelli        |             | FN          | 1 608        | 12,83        |             |             |
| 3                    | Bruno Paluteau           |             | FN          | 1 608        | 12,83        |             |             |
| 4                    | Stéphane Delgado         |             | DVG         | 524          | 4,18         |             |             |
| 4                    | Morgane Ridoin           |             | DVG         | 524          | 4,18         |             |             |
| 5                    | Alain Cazabonne          |             | Modem       | 4 045        | 32,27        | 5 277       | 46,10       |
| 5                    | Dominique Iriart         |             | Modem       | 4 045        | 32,27        | 5 277       | 46,10       |
| 6                    | Bruno Béziade            |             | EÉLV        | 1 621        | 12,93        |             |             |
| 6                    | Monique de Marco         |             | EÉLV        | 1 621        | 12,93        |             |             |
| 7                    | Paul Agius               |             | ND          | 446          | 3,56         |             |             |
| 7                    | Rosa Ould Ameziane       |             | ND          | 446          | 3,56         |             |             |
|                      |                          |             |             |              |              |             |             |
| Inscrits             | Inscrits                 | Inscrits    | Inscrits    | 26 170       | 100,00       | 26 177      | 100,00      |
| Abstentions          | Abstentions              | Abstentions | Abstentions | 13 268       | 50,70        | 13 854      | 52,92       |
| Votants              | Votants                  | Votants     | Votants     | 12 902       | 49,30        | 12 323      | 47,08       |
| Blancs               | Blancs                   | Blancs      | Blancs      | 261          | 2,02         | 577         | 4,68        |
| Nuls                 | Nuls                     | Nuls        | Nuls        | 107          | 0,83         | 300         | 2,43        |
| Exprimés             | Exprimés                 | Exprimés    | Exprimés    | 12 534       | 97,15        | 11 446      | 92,88       |
| * conseiller sortant |                          |             |             |              |              |             |             |

### Canton de La Teste-de-Buch
| Candidats            | Candidats           | Partis      | Partis      | Premier tour | Premier tour | Second tour | Second tour |
| Candidats            | Candidats           | Partis      | Partis      | Voix         | %            | Voix        | %           |
| -------------------- | ------------------- | ----------- | ----------- | ------------ | ------------ | ----------- | ----------- |
| 1                    | Jean-Jacques Eroles |             | UMP         | 7 091        | 48,86        | 9 500       | 72,38       |
| 1                    | Yvette Maupilé*     |             | UMP         | 7 091        | 48,86        | 9 500       | 72,38       |
| 2                    | Thérèse Maille      |             | NC          | 699          | 4,82         |             |             |
| 2                    | Dominique Pierre    |             | NC          | 699          | 4,82         |             |             |
| 3                    | Lydie Croizier      |             | FN          | 3 351        | 23,09        | 3 625       | 27,62       |
| 3                    | Laurent Lamara      |             | FN          | 3 351        | 23,09        | 3 625       | 27,62       |
| 4                    | Nathalie Ange       |             | FG          | 678          | 4,67         |             |             |
| 4                    | Guy Etchessahar     |             | FG          | 678          | 4,67         |             |             |
| 5                    | Vital Baude         |             | EÉLV        | 2 693        | 18,56        |             |             |
| 5                    | Mireille Guénée     |             | EÉLV        | 2 693        | 18,56        |             |             |
|                      |                     |             |             |              |              |             |             |
| Inscrits             | Inscrits            | Inscrits    | Inscrits    | 30 374       | 100,00       | 30 374      | 100,00      |
| Abstentions          | Abstentions         | Abstentions | Abstentions | 15 255       | 50,22        | 15 641      | 51,49       |
| Votants              | Votants             | Votants     | Votants     | 15 119       | 49,78        | 14 733      | 48,51       |
| Blancs               | Blancs              | Blancs      | Blancs      | 397          | 2,63         | 1 070       | 7,26        |
| Nuls                 | Nuls                | Nuls        | Nuls        | 210          | 1,39         | 538         | 3,65        |
| Exprimés             | Exprimés            | Exprimés    | Exprimés    | 14 512       | 95,99        | 13 125      | 89,09       |
| * conseiller sortant |                     |             |             |              |              |             |             |

### Canton de Villenave-d'Ornon
| Candidats            | Candidats               | Partis      | Partis      | Premier tour | Premier tour | Second tour | Second tour |
| Candidats            | Candidats               | Partis      | Partis      | Voix         | %            | Voix        | %           |
| -------------------- | ----------------------- | ----------- | ----------- | ------------ | ------------ | ----------- | ----------- |
| 1                    | Patrick Bouillot        |             | PG          | 2 341        | 15,51        |             |             |
| 1                    | Christine Texier        |             | PCF         | 2 341        | 15,51        |             |             |
| 2                    | Vincent Dourneau        |             | FN          | 2 931        | 19,42        |             |             |
| 2                    | Nathalie Le Guen        |             | FN          | 2 931        | 19,42        |             |             |
| 3                    | Marc Kleinhentz         |             | UMP         | 3 669        | 24,32        | 5 357       | 39,41       |
| 3                    | Françoise Matha-Stepani |             | UDI         | 3 669        | 24,32        | 5 357       | 39,41       |
| 4                    | Mikaël Millac           |             | DVD         | 171          | 1,13         |             |             |
| 4                    | Elena Spirin            |             | DVD         | 171          | 1,13         |             |             |
| 5                    | Martine Jardiné*        |             | PS          | 5 977        | 39,61        | 8 236       | 60,59       |
| 5                    | Jacques Raynaud         |             | PS          | 5 977        | 39,61        | 8 236       | 60,59       |
|                      |                         |             |             |              |              |             |             |
| Inscrits             | Inscrits                | Inscrits    | Inscrits    | 34 023       | 100,00       | 34 023      | 100,00      |
| Abstentions          | Abstentions             | Abstentions | Abstentions | 18 223       | 53,56        | 18 994      | 55,83       |
| Votants              | Votants                 | Votants     | Votants     | 15 800       | 46,44        | 15 029      | 44,17       |
| Blancs               | Blancs                  | Blancs      | Blancs      | 488          | 3,09         | 898         | 5,98        |
| Nuls                 | Nuls                    | Nuls        | Nuls        | 223          | 1,41         | 538         | 3,58        |
| Exprimés             | Exprimés                | Exprimés    | Exprimés    | 15 089       | 95,50        | 13 593      | 90,45       |
| * conseiller sortant |                         |             |             |              |              |             |             |